# Pieter Christiaan Jacobus Hennequin
Pieter Christiaan Jacobus Hennequin (Sluis, 20 mei 1851 – Aardenburg, 2 februari 1912) was een Nederlands politicus. Hij was een telg uit een hugenotenfamilie die in 1698 naar Nederland was gevlucht, en gedurende twee eeuwen in Sluis woonde en daar een voorname positie innam. Hij was de zoon van Jacobus Maria Hennequin en Adriana Palesteyn van Hoek. Zijn vader was reeds wethouder van Sluis en lid van de Provinciale Staten van Zeeland van 1844 tot 1850.

## Loopbaan
Hennequin was burgemeester van Sint Kruis van 1878 tot 1907 en burgemeester van Aardenburg van 1888 tot 1907. Van 1879 tot 1910 was hij lid van de Provinciale Staten van Zeeland. Van 1891 tot 1909 was hij lid van de Tweede Kamer.
Pieter Hennequin woonde op de Elderschans, die hij sinds 1885 geheel in eigendom had.
Hij heeft veel gedaan voor de ontwikkeling van Cadzand tot badplaats. De landbouw en het landbouwonderwijs, alsmede de ontsluiting van Zeeuws-Vlaanderen door betere wegen en telefoonverbindingen, hadden zijn grote belangstelling. Hij was actief in de Zeeuwse Maatschappij voor Landbouw en hij hield zich bezig met de verbetering van paardenrassen.
Pieter Hennequin was lid van de Vrije Liberalen. Hij profileerde zich als anti-Takkiaan.

## Onderscheidingen
- Ridder in de Orde van de Nederlandse Leeuw (24 augustus 1894)
- Commandeur in de Orde van Oranje-Nassau
- Ridder in de Orde van Leopold van België

## Familie
Pieter Hennequin is in 1887 gehuwd met Wilhelmina Johanna van Oosterwijk Stern. Het echtpaar bleef kinderloos. Hij was een schoonbroer van het (links-)liberale Kamerlid Eduard Fokker.